# Liste der Länderspiele der aserbaidschanischen Futsalnationalmannschaft
Die Auswahl Aserbaidschans nahm erstmals 1995 an einem Qualifikationsturnier zum FIFA-Futsal World Cup teil. Es sollten 3 Jahre vergehen, bis sie an einem weiteren Qualifikationsturnier teilnahmen, und dabei konnten sie sich stetig verbessern. Das hat auch damit zu tun, dass viele gute Brasilianer eingebürgert wurden. Diese hatten keine Chance, in der brasilianischen Auswahl jemals aufzulaufen, aber für viele Auswahlen, wie die von Aserbaidschan, sind sie dafür sehr begehrt.

## 1–99
| Nr. | Datum      | Ergebnis       | Gegner                | Austragungsort   | Anlass                                | Bemerkung                                  |
| --- | ---------- | -------------- | --------------------- | ---------------- | ------------------------------------- | ------------------------------------------ |
| 01  | 23.10.1995 | 6:4            | Polen                 | Goirle           | FIFA Futsal World Cup Qualifikation   | 1. Länderspiel gegen Polen                 |
| 02  | 24.10.1995 | 1:3            | Niederlande           | Dronten          | FIFA Futsal World Cup Qualifikation   | 1. Länderspiel gegen Niederlande           |
| 03  | 25.10.1995 | 3:6            | Kroatien              | Zeist            | FIFA Futsal World Cup Qualifikation   | 1. Länderspiel gegen Kroatien              |
| 04  | 27.10.1995 | 0:2            | Slowakei              | Enschede         | FIFA Futsal World Cup Qualifikation   | 1. Länderspiel gegen Slowakei              |
| 05  | 28.10.1995 | 2:10           | Tschechien            | Den Bosch        | FIFA Futsal World Cup Qualifikation   | 1. Länderspiel gegen Tschechien            |
| 06  | 07.12.1998 | 0:0            | Lettland              | Beyne            | UEFA Futsal EM-Qualifikation          | 1. Länderspiel gegen Lettland              |
| 07  | 09.12.1998 | 4:4            | Belgien               | Beyne            | UEFA Futsal EM-Qualifikation          | 1. Länderspiel gegen Belgien               |
| 08  | 28.02.2000 | 6:6            | Georgien              | Karlovac         | FIFA Futsal World Cup Qualifikation   | 1. Länderspiel gegen Georgien              |
| 09  | 29.02.2000 | 8:3            | Griechenland          | Karlovac         | FIFA Futsal World Cup Qualifikation   | 1. Länderspiel gegen Griechenland          |
| 10  | 02.03.2000 | 4:8            | Tschechien            | Karlovac         | FIFA Futsal World Cup Qualifikation   |                                            |
| 11  | 03.03.2000 | 1:5            | Kroatien              | Karlovac         | FIFA Futsal World Cup Qualifikation   |                                            |
| 12  | 26.10.2000 | 2:4            | Niederlande           | Szeged           | UEFA Futsal EM-Qualifikation          |                                            |
| 13  | 27.10.2000 | 2:2            | Ungarn                | Szeged           | UEFA Futsal EM-Qualifikation          | 1. Länderspiel gegen Ungarn                |
| 14  | 29.10.2000 | 8:2            | Litauen               | Szeged           | UEFA Futsal EM-Qualifikation          | 1. Länderspiel gegen Litauen               |
| 15  | 27.07.2002 | 1:5            | Georgien              | Tiflis           | 3 Nationen Turnier                    |                                            |
| 16  | 28.07.2002 | 14:2           | Kasachstan            | Tiflis           | 3 Nationen Turnier                    | 1. Länderspiel gegen Kasachstan            |
| 17  | 22.10.2002 | 3:4            | Spanien               | Fene             | Freundschaftsspiel                    | 1. Länderspiel gegen Spanien               |
| 18  | 23.10.2002 | 1:6            | Spanien               | Viveiro          | Freundschaftsspiel                    |                                            |
| 19  | 06.11.2002 | 0:5            | Portugal              | Tavira           | UEFA Futsal EM-Qualifikation          | 1. Länderspiel gegen Portugal              |
| 20  | 07.11.2002 | 1:3            | Weißrussland          | Tavira           | UEFA Futsal EM-Qualifikation          | 1. Länderspiel gegen Weißrussland          |
| 21  | 09.11.2002 | 4:1            | Georgien              | Tavira           | UEFA Futsal EM-Qualifikation          |                                            |
| 22  | 05.11.2003 | 1:6            | Polen                 | Larnaka          | FIFA Futsal World Cup Qualifikation   |                                            |
| 23  | 07.11.2003 | 4:4            | Zypern                | Larnaka          | FIFA Futsal World Cup Qualifikation   | 1. Länderspiel gegen Zypern                |
| 24  | 27.01.2004 | 0:5            | Russland              | Zrenjanin        | UEFA Futsal EM-Qualifikation          | 1. Länderspiel gegen Russland              |
| 25  | 28.01.2004 | 1:2            | Serbien & Montenegro  | Zrenjanin        | UEFA Futsal EM-Qualifikation          | 1. Länderspiel gegen Serbien & Montenegro  |
| 26  | 30.01.2004 | 7:3            | Georgien              | Zrenjanin        | UEFA Futsal EM-Qualifikation          |                                            |
| 27  | 30.03.2004 | 3:1            | Moldawien             | Chisinau         | Freundschaftsspiel                    | 1. Länderspiel gegen Moldawien             |
| 28  | 31.03.2004 | 5:4            | Moldawien             | Chisinau         | Freundschaftsspiel                    |                                            |
| 29  | 26.09.2006 | 1:8            | Portugal              | Vendas Novas     | Freundschaftsspiel                    |                                            |
| 30  | 27.09.2006 | 2:5            | Portugal              | Torre da Marinha | Freundschaftsspiel                    |                                            |
| 31  | 26.12.2006 | 4:2            | Türkei                | ?                | Freundschaftsspiel                    | 1. Länderspiel gegen die Türkei            |
| 32  | 27.12.2006 | 5:2            | Türkei                | ?                | Freundschaftsspiel                    |                                            |
| 33  | 19.02.2007 | 6:4            | Türkei                | ?                | Freundschaftsspiel                    |                                            |
| 34  | 22.02.2007 | 4:4            | Niederlande           | Geleen           | UEFA Futsal EM-Qualifikation          |                                            |
| 35  | 23.02.2007 | 5:5            | Serbien               | Geleen           | UEFA Futsal EM-Qualifikation          | 1. Länderspiel gegen Serbien               |
| 36  | 25.02.2007 | 8:3            | Finnland              | Geleen           | UEFA Futsal EM-Qualifikation          | 1. Länderspiel gegen Finnland              |
| 37  | 23.09.2007 | 4:3            | Niederlande           | Izmir            | Izmir Cup 2007                        |                                            |
| 38  | 24.09.2007 | 10:0           | England               | Izmir            | Izmir Cup 2007                        | 1. Länderspiel gegen England               |
| 39  | 25.09.2007 | 5:4            | Türkei                | Izmir            | Izmir Cup 2007                        |                                            |
| 40  | 16.01.2008 | 3:1            | Georgien              | Baku             | Baku Cup 2008                         |                                            |
| 41  | 18.01.2008 | 4:3            | Kasachstan            | Baku             | Baku Cup 2008                         |                                            |
| 42  | 21.02.2008 | 4:2            | Türkei                | Baku             | Freundschaftsspiel                    |                                            |
| 43  | 28.02.2008 | 9:1            | Armenien              | Chrudim          | FIFA Futsal World Cup Qualifikation   | 1. Länderspiel gegen Armenien              |
| 44  | 29.02.2008 | 4:2            | Finnland              | Chrudim          | FIFA Futsal World Cup Qualifikation   |                                            |
| 45  | 02.03.2008 | 2:3            | Tschechien            | Chrudim          | FIFA Futsal World Cup Qualifikation   |                                            |
| 46  | 25.01.2009 | 6:2            | Georgien              | Baku             | Baku Cup 2009/1                       |                                            |
| 47  | 28.01.2009 | 4:2            | Moldawien             | Baku             | Baku Cup 2009/1                       |                                            |
| 48  | 19.03.2009 | 3:3            | Portugal              | Viana Castelo    | UEFA Futsal EM-Qualifikation          |                                            |
| 49  | 20.03.2009 | 4:3            | Polen                 | Viana Castelo    | UEFA Futsal EM-Qualifikation          |                                            |
| 50  | 22.03.2009 | 5:1            | Finnland              | Viana Castelo    | UEFA Futsal EM-Qualifikation          |                                            |
| 51  | 18.12.2009 | 7:0            | Georgien              | Baku             | Baku Cup 2009/2                       |                                            |
| 52  | 21.12.2009 | 4:3            | Türkei                | Baku             | Baku Cup 2009/2                       |                                            |
| 53  | 19.01.2010 | 3:1            | Ungarn                | Budapest         | UEFA Futsal-EM Gruppe A               |                                            |
| 54  | 21.01.2010 | 6:1            | Tschechien            | Budapest         | UEFA Futsal-EM Gruppe A               |                                            |
| 55  | 25.01.2010 | 3:3 (4:2 Pen.) | Ukraine               | Budapest         | UEFA Futsal-EM Viertelfinale          | 1. Länderspiel gegen Ukraine               |
| 56  | 28.01.2010 | 3:3 (3:5 Pen.) | Portugal              | Debrecen         | UEFA Futsal-EM Halbfinale             |                                            |
| 57  | 30.01.2010 | 3:5            | Tschechien            | Debrecen         | UEFA Futsal-EM 3./4.                  |                                            |
| 58  | 18.05.2010 | 3:3            | Usbekistan            | Taschkent        | Freundschaftsspiel                    | 1. Länderspiel gegen Usbekistan            |
| 59  | 19.05.2010 | 2:4            | Usbekistan            | Taschkent        | Freundschaftsspiel                    |                                            |
| 60  | 16.01.2011 | 5:1            | Weißrussland          | Minsk            | Freundschaftsspiel                    |                                            |
| 61  | 18.01.2011 | 4:6            | Weißrussland          | Minsk            | Freundschaftsspiel                    |                                            |
| 62  | 05.02.2011 | 5:3            | Usbekistan            | Baku             | Baku 2011 Cup                         |                                            |
| 63  | 06.02.2011 | 7:1            | Lettland              | Baku             | Baku 2011 Cup                         | 1. Länderspiel gegen Lettland              |
| 64  | 08.02.2011 | 3:0            | Ukraine               | Baku             | Baku 2011 Cup                         |                                            |
| 65  | 24.02.2011 | 6:3            | Kasachstan            | Baku             | UEFA Futsal EM-Qualifikation Gruppe 1 |                                            |
| 66  | 25.02.2011 | 4:2            | Frankreich            | Baku             | UEFA Futsal EM-Qualifikation Gruppe 1 | 1. Länderspiel gegen Frankreich            |
| 67  | 27.02.2011 | 3:8            | Spanien               | Baku             | UEFA Futsal EM-Qualifikation Gruppe 1 |                                            |
| 68  | 15.12.2011 | 1:3            | Kroatien              | Baku             | FIFA Futsal World Cup Qualifikation   |                                            |
| 69  | 16.12.2011 | 7:1            | Mazedonien            | Baku             | FIFA Futsal World Cup Qualifikation   | 1. Länderspiel gegen Mazedonien            |
| 70  | 18.12.2011 | 4:2            | Ukraine               | Baku             | FIFA Futsal World Cup Qualifikation   |                                            |
| 71  | 14.01.2012 | 3:2            | Usbekistan            | Baku             | Baku Cup 2012                         |                                            |
| 72  | 15.01.2012 | 2:3            | Ukraine               | Baku             | Baku Cup 2012                         |                                            |
| 73  | 16.01.2012 | 2:2            | Türkei                | Baku             | Baku Cup 2012                         |                                            |
| 74  | 01.02.2012 | 1:4            | Portugal              | Zagreb           | UEFA Futsal-EM                        |                                            |
| 75  | 03.02.2012 | 8:9            | Serbien               | Zagreb           | UEFA Futsal-EM                        |                                            |
| 76  | 15.03.2012 | 3:3            | Türkei                | Istanbul         | Freundschaftsspiel                    |                                            |
| 77  | 16.03.2012 | 2:1            | Türkei                | Istanbul         | Freundschaftsspiel                    |                                            |
| 78  | 27.03.2012 | 2:3            | Russland              | Baku             | FIFA Futsal World Cup Qualifikation   |                                            |
| 79  | 09.04.2012 | 2:2            | Russland              | Tyumen           | FIFA Futsal World Cup Qualifikation   |                                            |
| 80  | 05.05.2012 | 2:1            | Usbekistan            | Taschkent        | Freundschaftsspiel                    |                                            |
| 81  | 06.05.2012 | 1:1            | Usbekistan            | Taschkent        | Freundschaftsspiel                    |                                            |
| 82  | 12.02.2013 | 6:1            | Lettland              | Baku             | Baku Cup 2013                         |                                            |
| 83  | 14.02.2013 | 6:1            | Moldawien             | Baku             | Baku Cup 2013                         |                                            |
| 84  | 16.02.2013 | 2:1            | Weißrussland          | Baku             | Baku Cup 2013                         |                                            |
| 85  | 18.03.2013 | 1:2            | Georgien              | Baku             | Freundschaftsspiel                    |                                            |
| 86  | 19.03.2013 | 4:0            | Georgien              | Baku             | Freundschaftsspiel                    |                                            |
| 87  | 27.03.2013 | 6:0            | Norwegen              | Bratislava       | UEFA Futsal EM-Qualifikation          | 1. Länderspiel gegen Norwegen              |
| 88  | 28.03.2013 | 3:2            | Bosnien & Herzegowina | Bratislava       | UEFA Futsal EM-Qualifikation          | 1. Länderspiel gegen Bosnien & Herzegowina |
| 89  | 30.03.2013 | 2:1            | Slowakei              | Bratislava       | UEFA Futsal EM-Qualifikation          |                                            |
| 90  | 17.09.2013 | 1:1            | Portugal              | Fundão           | Freundschaftsspiel                    |                                            |
| 91  | 18.09.2013 | 0:5            | Portugal              | Castelo Branco   | Freundschaftsspiel                    |                                            |
| 92  | 10.12.2013 | 4:1            | Türkei                | Istanbul         | Freundschaftsspiel                    |                                            |
| 93  | 12.12.2013 | 4:6            | Türkei                | Istanbul         | Freundschaftsspiel                    |                                            |
| 94  | 22.01.2014 | 4:1            | Serbien               | Kovilovo         | Freundschaftsspiel                    |                                            |
| 95  | 23.01.2014 | 3:0            | Serbien               | Kovilovo         | Freundschaftsspiel                    |                                            |
| 96  | 31.01.2014 | 7:6            | Slowenien             | Antwerpen        | UEFA Futsal-EM                        | 1. Länderspiel gegen Slowenien             |
| 97  | 02.02.2014 | 0:7            | Italien               | Antwerpen        | UEFA Futsal-EM                        | 1. Länderspiel gegen Italien               |
| 98  | 01.12.2014 | 1:4            | Kasachstan            | Taschkent        | Tashkent Cup 2014                     |                                            |
| 99  | 02.12.2014 | 2:1            | Weißrussland          | Taschkent        | Tashkent Cup 2014                     |                                            |

## Ab 100
| Nr. | Datum      | Ergebnis       | Gegner       | Austragungsort | Anlass                                | Bemerkung                         |
| --- | ---------- | -------------- | ------------ | -------------- | ------------------------------------- | --------------------------------- |
| 100 | 03.12.2014 | 6:3            | Usbekistan   | Taschkent      | Tashkent Cup 2014                     |                                   |
| 101 | 17.02.2015 | 1:2            | Weißrussland | Minsk          | Freundschaftsspiel                    |                                   |
| 102 | 18.02.2015 | 2:2            | Weißrussland | Minsk          | Freundschaftsspiel                    |                                   |
| 103 | 18.03.2015 | 3:1            | Belgien      | Baku           | UEFA Futsal EM-Qualifikation Gruppe 4 |                                   |
| 104 | 19.03.2015 | 11:2           | Dänemark     | Baku           | UEFA Futsal EM-Qualifikation Gruppe 4 | 1. Länderspiel gegen Dänemark     |
| 105 | 21.03.2015 | 2:3            | Ukraine      | Baku           | UEFA Futsal EM-Qualifikation Gruppe 4 |                                   |
| 106 | 23.04.2015 | 1:1 (0:1 Pen.) | Moldawien    | Ciorescu       | Cupa FMF 2015                         |                                   |
| 107 | 26.08.2015 | 5:0            | Turkmenistan | Baku           | Freundschaftsspiel                    | 1. Länderspiel gegen Turkmenistan |
| 108 | 27.08.2015 | 6:2            | Turkmenistan | Baku           | Freundschaftsspiel                    |                                   |
| 109 | 31.08.2015 | 5:2            | Weißrussland | Baku           | Freundschaftsspiel                    |                                   |
| 110 | 02.09.2015 | 2:1            | Weißrussland | Baku           | Freundschaftsspiel                    |                                   |
| 111 | 15.09.2015 | 3:1            | Slowakei     | Baku           | UEFA Futsal EM-Qualifikation Playoff  |                                   |
| 112 | 22.09.2015 | 1:1            | Slowakei     | Trnava         | UEFA Futsal EM-Qualifikation Playoff  |                                   |
| 113 | 10.12.2015 | 8:2            | Schweden     | Osijek         | FIFA Futsal World Cup Qualifikation   | 1. Länderspiel gegen Schweden     |
| 114 | 11.12.2015 | 7:2            | Weißrussland | Osijek         | FIFA Futsal World Cup Qualifikation   |                                   |
| 115 | 13.12.2015 | 4:4            | Kroatien     | Osijek         | FIFA Futsal World Cup Qualifikation   |                                   |
| 116 | 03.02.2016 | 0:3            | Italien      | Belgrad        | UEFA Futsal-EM                        |                                   |
| 117 | 05.02.2016 | 6:5            | Tschechien   | Belgrad        | UEFA Futsal-EM                        |                                   |
| 118 | 09.02.2016 | 2:6            | Russland     | Belgrad        | UEFA Futsal-EM Viertelfinale          |                                   |